# Vermund vitri Frodesson
Vermund vitri Frodesson (apodado el Sabio, c. 369) fue un caudillo semi-legendario vikingo de Dinamarca, rey de Lejre. Su figura protohistórica aparece sin detalles sobre su reinado, listado en Hversu Noregr byggdist como hijo de Frode, hijo a su vez de Havard Den Handramme (mano dura). También Saxo Grammaticus lo cita brevemente en su obra Gesta Danorum, pero es posible que no se trate del mismo personaje. Vermund fue padre del rey Olaf el Humilde (c. 391) y una hija, Olof, que sería esposa de Dan Mikilláti.